# Darren Fletcher
Darren Fletcher (Dalkeith 1. veljače 1984.) bivši je škotski nogometaš.

## Karijera
Fletcher je počeo igrati u juniorskim sekcijama Manchester Uniteda 2000. godine, te već 2001. potpisuje profesionalni ugovor. U prvim godinama provedenim u Manchesteru bio je zamjena Davidu Beckhamu na poziciji desnog krila. Debitirao je u finalu FA kupa protiv Millwalla u svibnju 2004. godine. Tijekom sljedeće sezone (2004./05.) je ulazio u igru s klupe, a svoj prvi pogodak postiže u siječnju 2005. godine u 2:0 pobjedi Manchester Uniteda nad Middlesbroughom. Nakon poraza od Middlesbrougha u listopad 2005. je bio na udaru kritika od strane Roya Keanea, zbog loše odigranih utakmica. Keane je tada izjavio, "Ja ne razumijem kako Škoti shvaćaju Fletchera". Keanove kritike je dokazao neopravdanima nakon utakmice protiv tada konkurenata za naslov prvaka Engleske Chelseom, tu utakmicu je odigrao iznad svih očekivanja, a ujedno je i postigao jedini pogodak na utakmici. U sljedećim sezonama Fletcher nije dobivao puno prilika, prvenstveno jer je konkurencija u veznom redu Manchester Uniteda bila prejaka za njega. U sezoni 2007./08. gotovo da i nije igrao, no te je sezone u pobjedi Manchester Uniteda nad Arsenalom u četvrtfinalu FA kupa 4:0, postigao čak dva pogotka. Ni sezona 2008./09. nije bila za pamćenje, svega nekoliko puta je započeo utakmicu od prve minute, a u polufinalnoj utakmici Lige prvaka protiv Arsenala dobiva crveni karton, te nije nastupio u finalu. 
U lipnju 2017. je Fletcher potpisao za Stoke City.

## Reprezentacija
Za reprezentaciju je prvi pogodak postigao u utakmici protiv Litve, Škotska je pobijedila 1:0 zahvaljujući njegovim pogotkom. Bio je kapetan reprezentaciju u utakmici protiv Estonije u svibnju 2004. godine, te je tako postao najmlađi kapetan škotske reprezentacije u povijesti. 

## Uspjesi
Manchester United:
- Premiership (3): 2006./07., 2007./08., 2008./09.;
- FA kup (1): 2003./04.;
- Engleski Liga kup (1): 2005./06.
- FA Community Shield (3): 2003., 2007., 2008.;
- UEFA Liga prvaka (1): 2007./08.
- FIFA Svjetsko klupsko prvenstvo (1): 2008.

 Škotska
- Kirin kup: 2006.

## Vanjske poveznice
- Profil na transfermarkt.co.uk
- Statistike karijere na soccerbase.com[neaktivna poveznica]